# Харрис, Уолди
Уолди Селасси Амефика Джаа Харрис (англ. Wolde Selassie Amefika Jaha Harris; 26 января 1974, Кингстон) — ямайский футболист, нападающий.

## Биография

### Университетский футбол
Харрис играл в футбол на первом курсе Коннектикутского университета, а затем перевёлся в Клемсонский университет, где забил 76 голов в 61 матче за три года. В 1994 и 1995 годах был финалистом «Херманн Трофи» и включался во всеамериканские символические сборные Национальной ассоциации студенческого спорта, также в 1995 году был включён в первую символическую сборную Конференции атлантического побережья.

### Клубная карьера
Харрис был выбран на драфте Эй-лиги под первым номером клубом «Атланта Ракэс» в декабре 1995 года, но в апреле 1996 года был приобретён клубом «Колорадо Фоксес». Став вторым лучшим бомбардиром сезона 1996 с 17 голами, был признан самым ценным игроком и новичком года, был включён в символическую сборную Эй-лиги.
В феврале 1997 года Харрис перешёл в клуб MLS «Колорадо Рэпидз». В высшей лиге дебютировал 29 марта в матче стартового тура сезона 1997 против «Коламбус Крю». В матче против «Крю» 5 апреля забил свой первый гол в MLS. 9 августа в матче против «Нью-Инглэнд Революшн» оформил дубль и ассистировал ещё одному голу, за что был назван игроком недели в MLS. В сезоне 1998 забил 13 голов.
6 февраля 2000 года в ходе Супердрафта MLS «Колорадо Рэпидз» обменял Харриса с 31-м пиком драфта в «Нью-Инглэнд Революшн» на 10-й и 26-й пики драфта. В составе «Революшн» он дебютировал в матче стартового тура сезона 2000 против «Майами Фьюжн» 18 марта. Свой первый гол в составе «Революшн» забил 1 апреля в игре против «Лос-Анджелес Гэлакси». 22 июля в матче против «Сан-Хосе Эртквейкс» забил гол и отдал голевую передачу, за что был назван игроком недели в MLS. Всего в сезоне 2000 Харрис забил 15 голов и отдал семь голевых передач, за что был признан самым ценным игроком «Ревс». 30 ноября подписал новый многолетний контракт с MLS. 27 октября 2001 года открыл счёт в финале Открытого кубка США, но «Революшн» проиграл «Гэлакси» 1:2.
20 августа 2003 года «Нью-Инглэнд Революшн» обменял Уолди Харриса и Хорхе Васкеса с условным драфт-пиком в «Канзас-Сити Уизардс» на Криса Брауна и Дарио Фаббро. За «Уизардс» он дебютировал 22 августа в матче против «Рэпидз», заменив в перерыве между таймами Стивена Армстронга. 31 марта 2004 года «Канзас-Сити Уизардс» отчислил Харриса.
7 мая 2004 года Харрис подписал контракт с клубом Эй-лиги «Чарлстон Бэттери». Свой дебют за «Бэттери», в матче против «Верджиния-Бич Маринерс» 11 мая, отметил голом.
В июле 2004 года Харрис перешёл в шведский клуб «Буден», подписав контракт до конца сезона 2004 с опцией продления ещё на год. Забил победный гол, который спас команду от выбывания из Суперэттана, в последней игре сезона.
25 марта 2005 года Харрис вернулся в MLS, в «Колорадо Рэпидз», который выменял права на него у «Канзас-Сити Уизардс» на пик четвёртого раунда Дополнительного драфта MLS 2007. 15 ноября «Колорадо Рэпидз» поместил Харриса в список отказов. В общей сложности за восемь лет выступлений в MLS Харрис забил 51 гол и отдал 31 результативную передачу.
6 марта 2006 года Харрис присоединился к клубу чемпионата Сальвадора ФАС. Дебютировал за ФАС 9 марта в матче против «Агилы». Всего проведя 319 минут в составе ФАС, покинул клуб по окончании клаусуры 2006.

### Международная карьера
За сборную Ямайки Харрис сыграл 28 матчей, забив семь голов. Участвовал в отборочных матчах к чемпионатам мира 1998 и 2002, Карибском кубке 2001 и многочисленных товарищеских играх. Свой последний международный матч провёл против сборной Гваделупы 11 ноября 2002 года в квалификации Золотого кубка КОНКАКАФ 2003.

### Тренерская карьера
В 2011 году Харрис вернулся в свою альма-матер — Клемсонский университет, чтобы завершить обучение и став ассистентом главного тренера футбольной команды «Тайгерз» Майка Нунана.
В ноябре 2014 года Харрис присоединился к новообразованному клубу USL Pro «Колорадо-Спрингс Суитчбакс» в качестве ассистента главного тренера Стива Триттшу. 1 июля 2019 года Триттшу был уволен, и обязанности главного тренера были временно возложены на Харриса. 23 сентября главным тренером был назначен Алан Кох, а Харрис вернулся на позицию ассистента.
26 февраля 2021 года Харрис вошёл в тренерский штаб «Колорадо Рэпидз» в качестве ассистента главного тренера Робина Фрейзера. 25 февраля 2023 года подписал с клубом новый трёхлетний контракт до конца сезона 2025. После прихода на пост главного тренера Криса Армаса Харрис покинул «Колорадо Рэпидз» по взаимному согласию сторон в феврале 2024 года.

### Личная жизнь
Уолди Харрис — сын Тревора «Джампи» Харриса, игравшего за футбольные команды Кингстон-колледжа и Университета штата Мичиган.

## Достижения
Индивидуальные
- Самый ценный игрок Эй-лиги[англ.]: 1996
- Новичок года Эй-лиги[англ.]: 1996
- Член символической сборной Эй-лиги[англ.]: 1996